# Hérisson (rivière)
Pour les articles homonymes, voir Hérisson (homonymie).
Le Hérisson (le torrent aux trente et une cascades) est une rivière du massif du Jura, en France, dans la Région des lacs du Jura français et un affluent de l'Ain, donc un sous-affluent du Rhône.

## Géographie
De 21 km de longueur, il prend sa source au niveau du lac de Bonlieu dont il est l'émissaire. Son bassin versant est limité à 49 km2 et le périmètre du bassin versant près de 100 km. Il s'écoule rapidement sur le plateau du Frasnois à 800 mètres d'altitude avant de s'engager dans une reculée typique du Jura, où son parcours va être ponctué de cascades.
À la sortie des cascades, le Hérisson serpente dans une petite vallée glaciaire, traversant le lac du Val puis le lac de Chambly. Passant au pied de Doucier, il rejoint l'Ain un peu plus loin.

### La reculée du Hérisson
La reculée du Hérisson incise le plateau de Champagnole sur environ 9 kilomètres de longueur avec une largeur moyenne de 600 mètres. Le fond de la reculée est constitué par un cul-de-sac dans lequel chute le Hérisson avec le saut Girard et où il crée plusieurs cascades en franchissant de petites barres calcaires. La vallée s'enfonce vraiment qu'après la cascade du Grand Saut (60 m de hauteur) puis la cascade de l'Éventail (65 m de hauteur) où le Hérisson franchit la barre calcaire kimméridgienne (Jurassique supérieur). À la sortie des cascades, la reculée se prolonge par une petite vallée relativement plane ponctuée de deux lacs et se termine au niveau du village de Doucier.

### Les cascades du Hérisson
Dans la reculée, le Hérisson dévale près de 300 mètres de dénivelé sur 3 kilomètres en créant les cascades du Hérisson, constituées de 31 sauts dont 7 cascades principales.
Divers belvédères et un sentier de promenade permettent de suivre les chutes d'eau successives (altitude décroissante) :
- Le Saut Girard

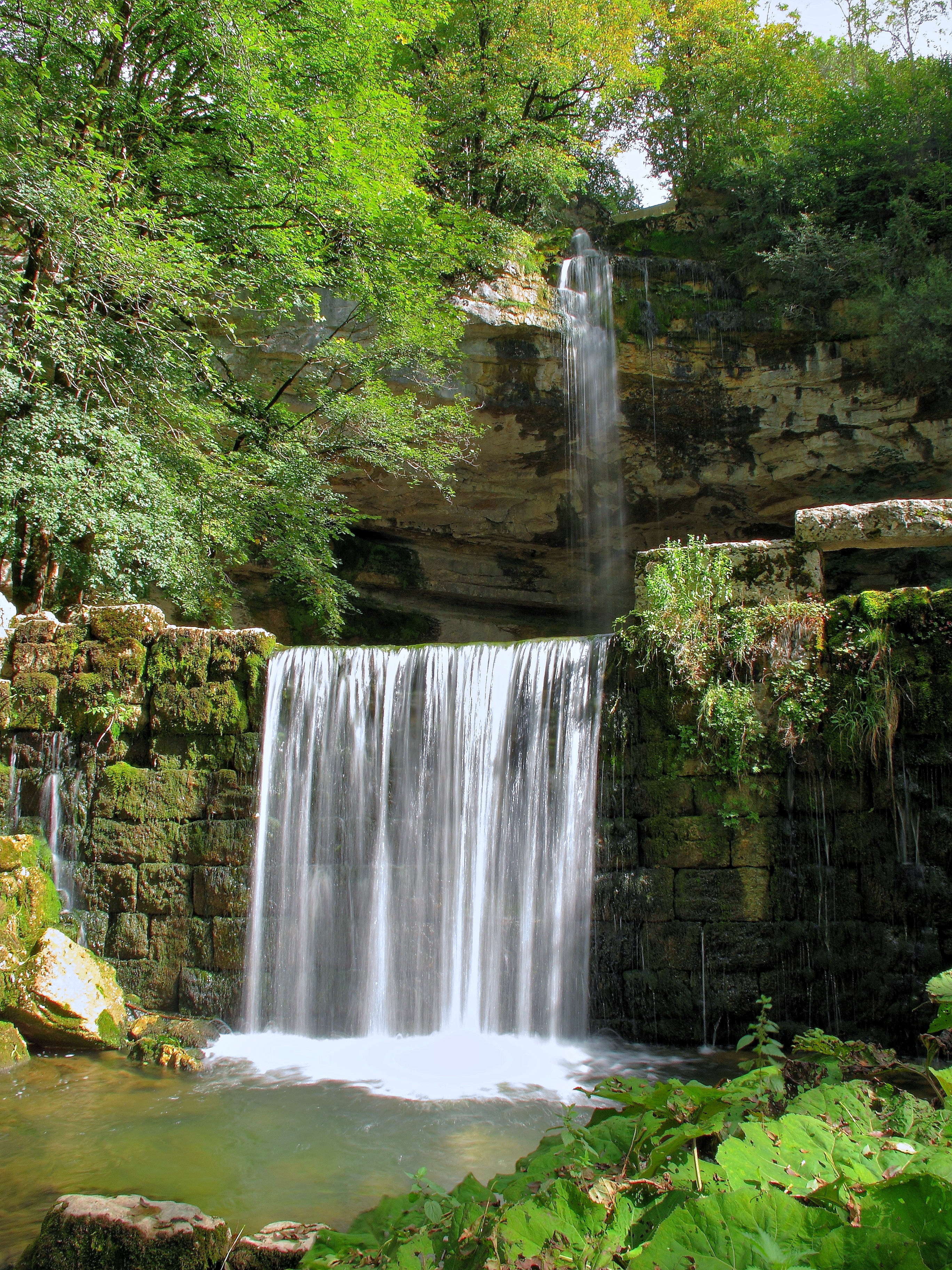
Le saut Girard et le déversoir de la retenue.

Le Saut Girard, 35 mètres : trois accès : depuis le lieu-dit de la Fromagerie ou du parking  aménagé du Saut Girard. Et depuis 2016 vue depuis le nouveau belvédère aménagé au-dessus de la cascade (accès handicapé). En 1170, Thibert de Montmorot dispose d'une partie des biens du prieuré d'Ilay pour fonder la "chartreuse Notre-Dame de Bonlieu". Cette dotation est confirmée en 1172 par les seigneurs suzerains Gérard de Vienne et Guillaume, son fils, seigneurs de Mirebel. Gérard ou Girard donne à cette occasion la « chaume du saut » et la cascade du Hérisson appelée depuis Saut-Girard.

- Le Moulin Jeunet

Anciennement appelé : le moulin du Frasnois : 1434, le moulin de la fromagerie : 1777, le moulin grappe : 1848 et le Moulin Jeunet depuis 1882)

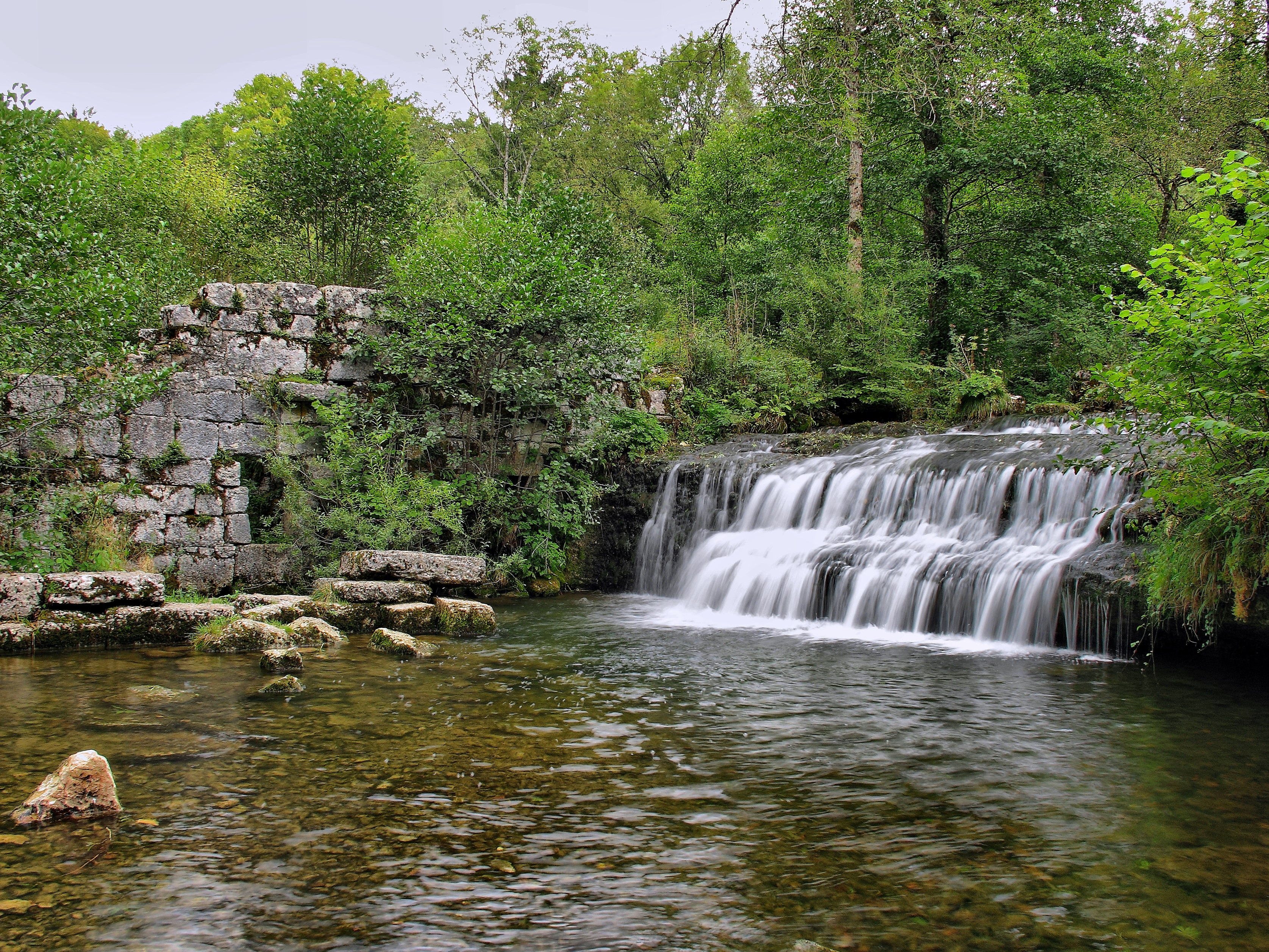
Les ruines du moulin Jeunet.

- Le Saut de la Forge (accès possible au bout de la route des cascades (Bonlieu))

Anciennement appelé la Saut de la Boille : 1450, Le martinet de la fromagerie : 1656, le martinet de Jean-Charles : 1760, les forges de Jean-Charles 1832 et Le saut de la forge depuis 1902)
- Le Saut du Château Garnier

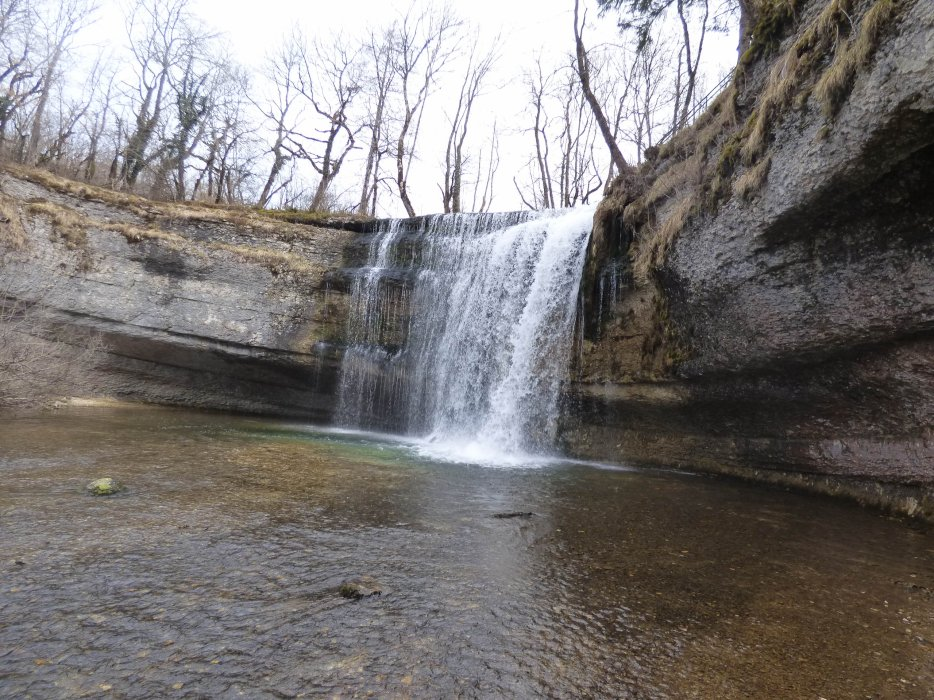
Saut de la Forge mars 2015.

Le Château Garnier (anciennement nommé : 1680 la maison Grappe, 1752 : la grande de Bon Lieu, 1902 : Chez Garnier, et depuis 1910 Le Château Garnier)

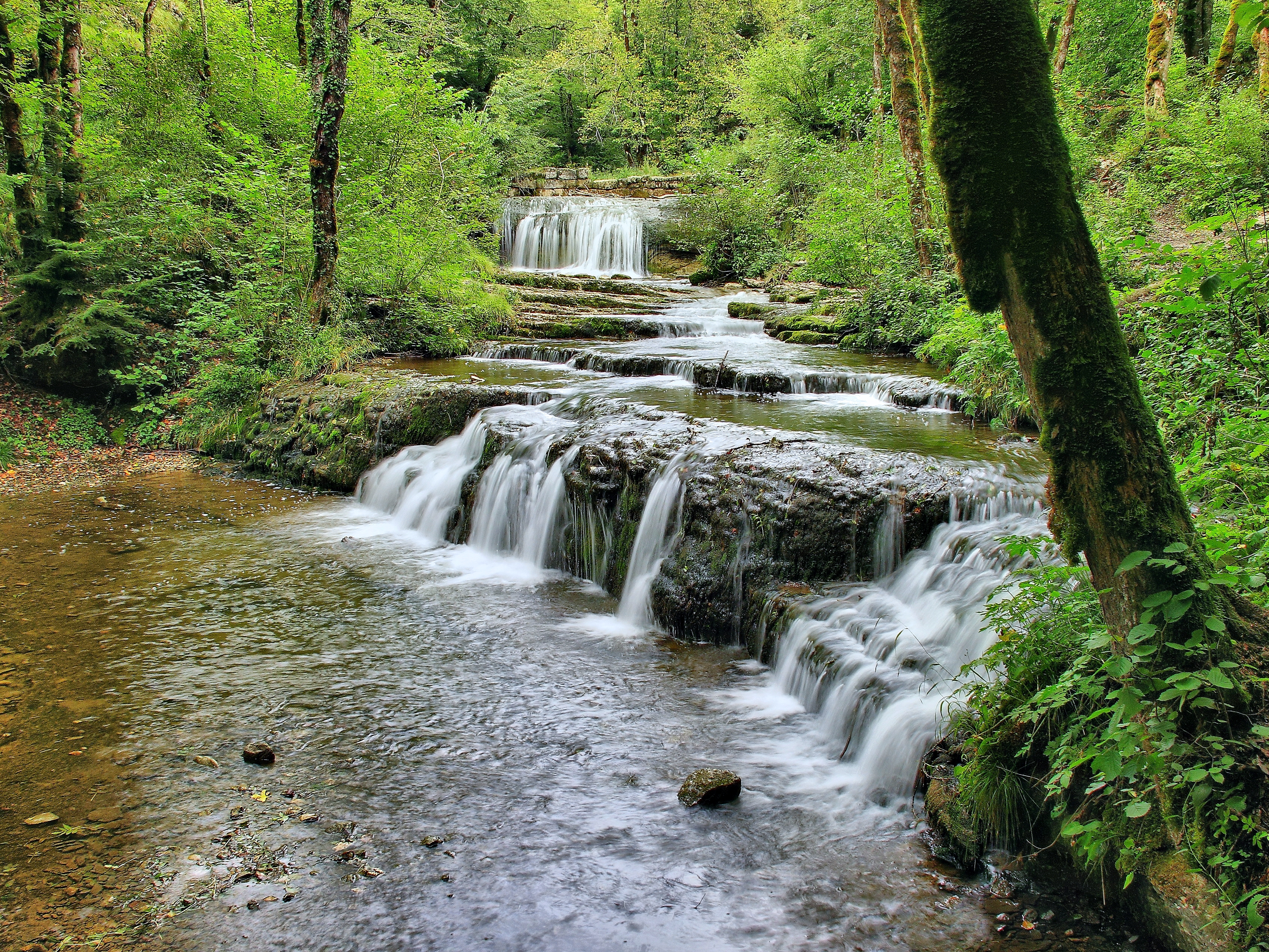
Sauts en aval du château Garnier.

- Le Gour Bleu (anciennement nommé : 1470 la foule Girard-Quintal, 1768 Le saut Quintal et depuis 1897 le Gour Bleu)

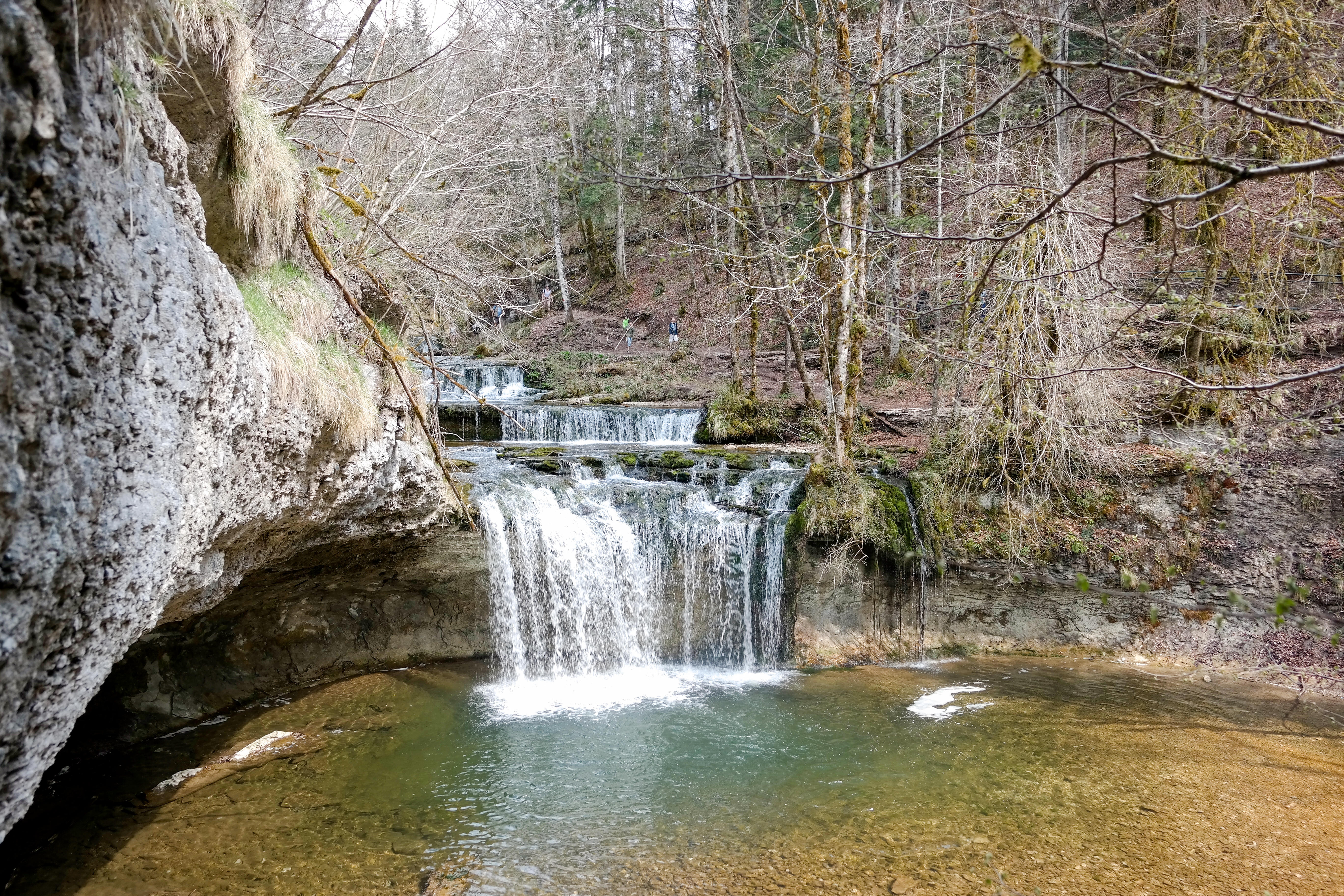
Le Gour Bleu.

- Le Grand Saut : 60 mètres (anciennement nommé : 1840 : Le saut de la Montagne, 1897 Le Niagara Jurassien, et depuis 1905 la grande Cascade ou le Grand Saut) et située à proximité : la grotte Lacuzon (nommée ainsi depuis 1910)

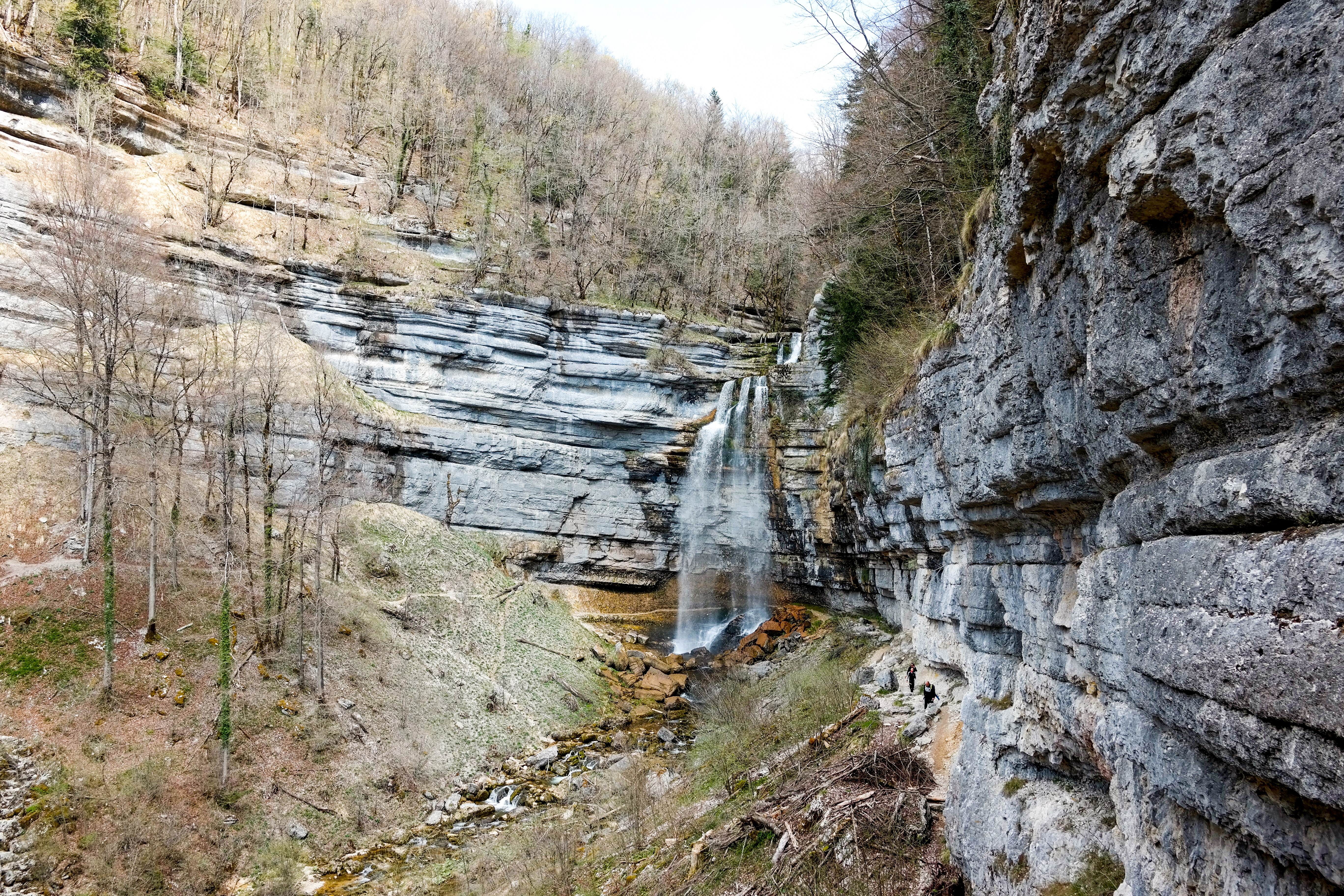
Le Grand Saut.
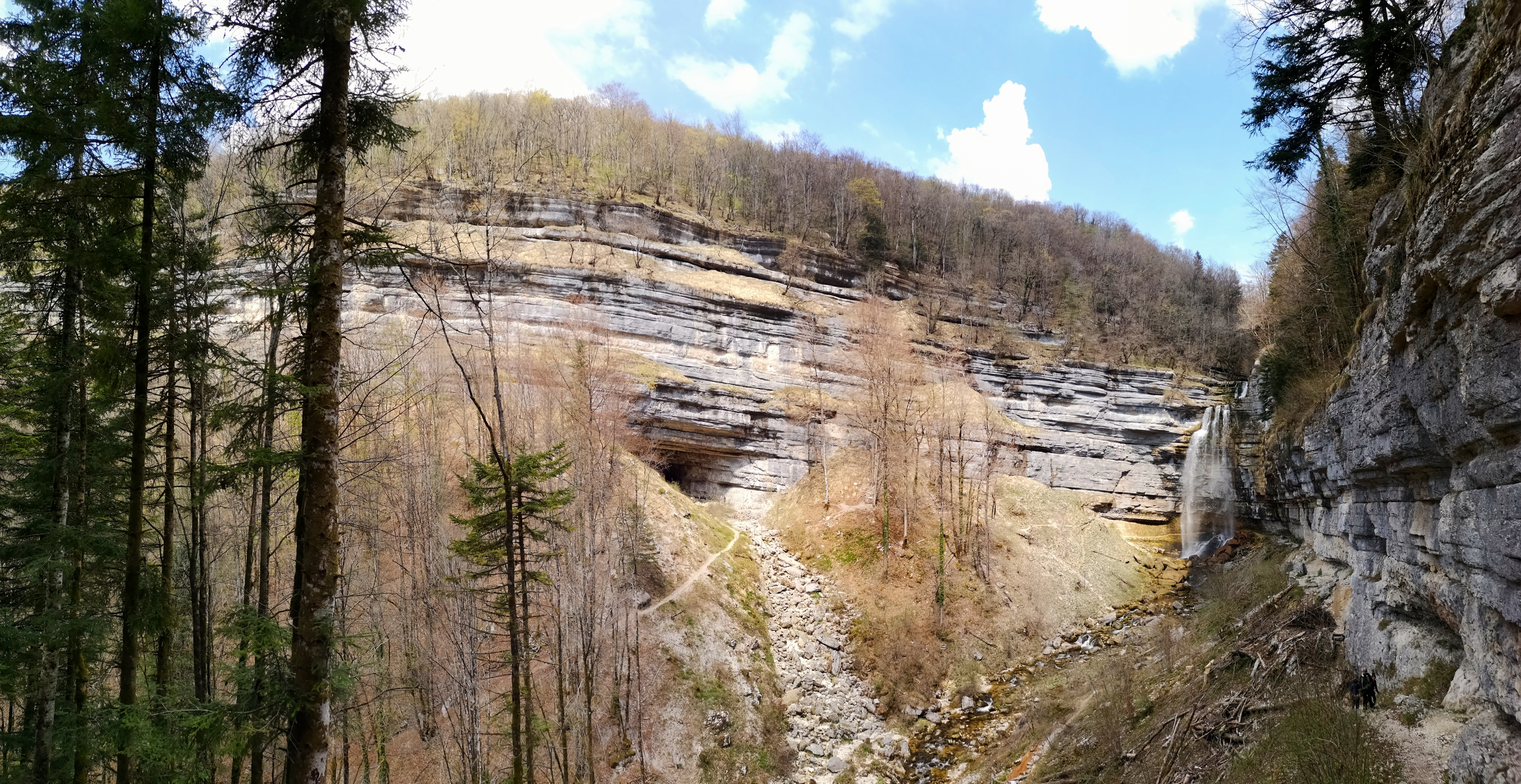
La grotte Lacuzon.

- L'Éventail (de plus de 65 mètres)

Anciennes dénominations : 1328 Saut du Val de Chambly, 1722 : Saut de Chambly, 1765 : Saut de la Culée du Val, 1825 : Cascade du Val, 1905 : Cascade en éventail, et depuis 1955 Cascade de l'éventail (source : livre en vente à la maison des cascades : "La vallée du Hérisson, ses 31 cascades" de Jean Luc Mordefroid, édition 1989).

L'éventail
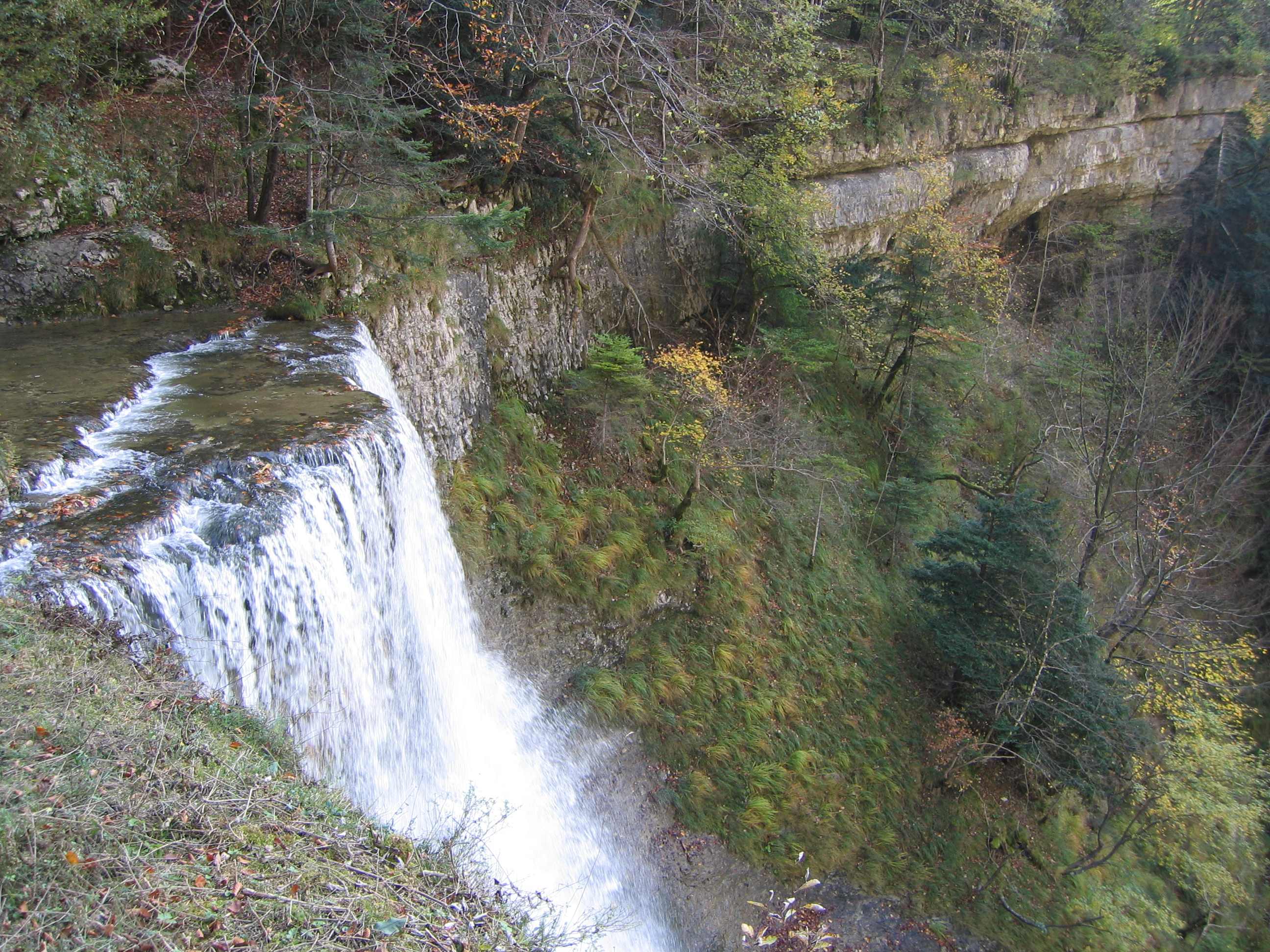
Cascade de l'Éventail (haut).
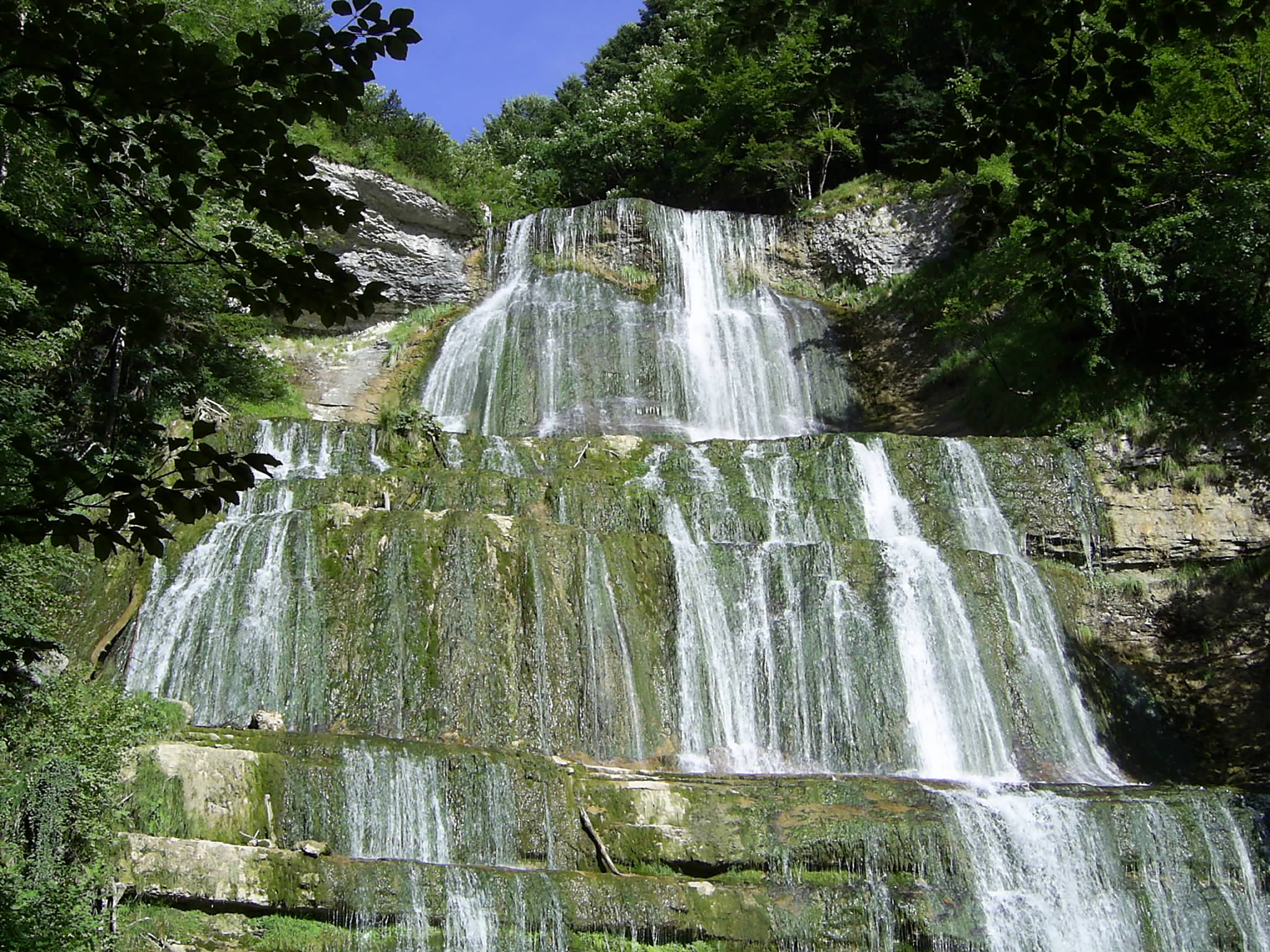
Cascade de l'Éventail en été (bas).
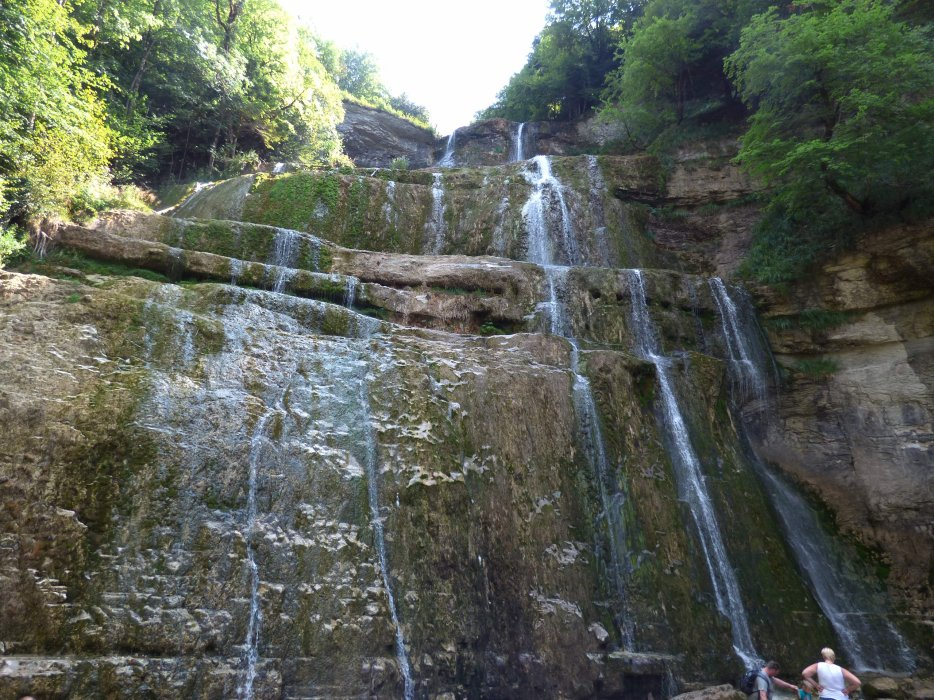
L'Éventail.
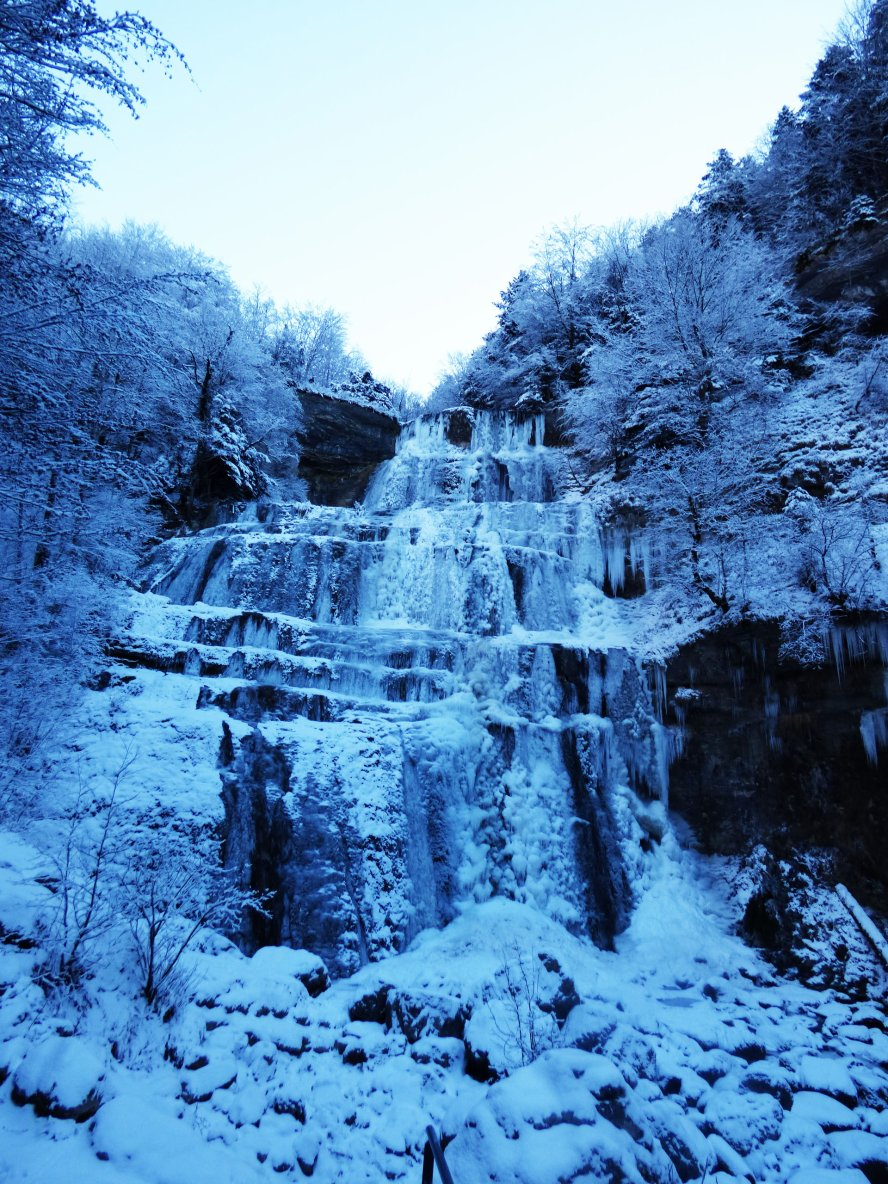
L'Éventail gelé, le  7.01.17.
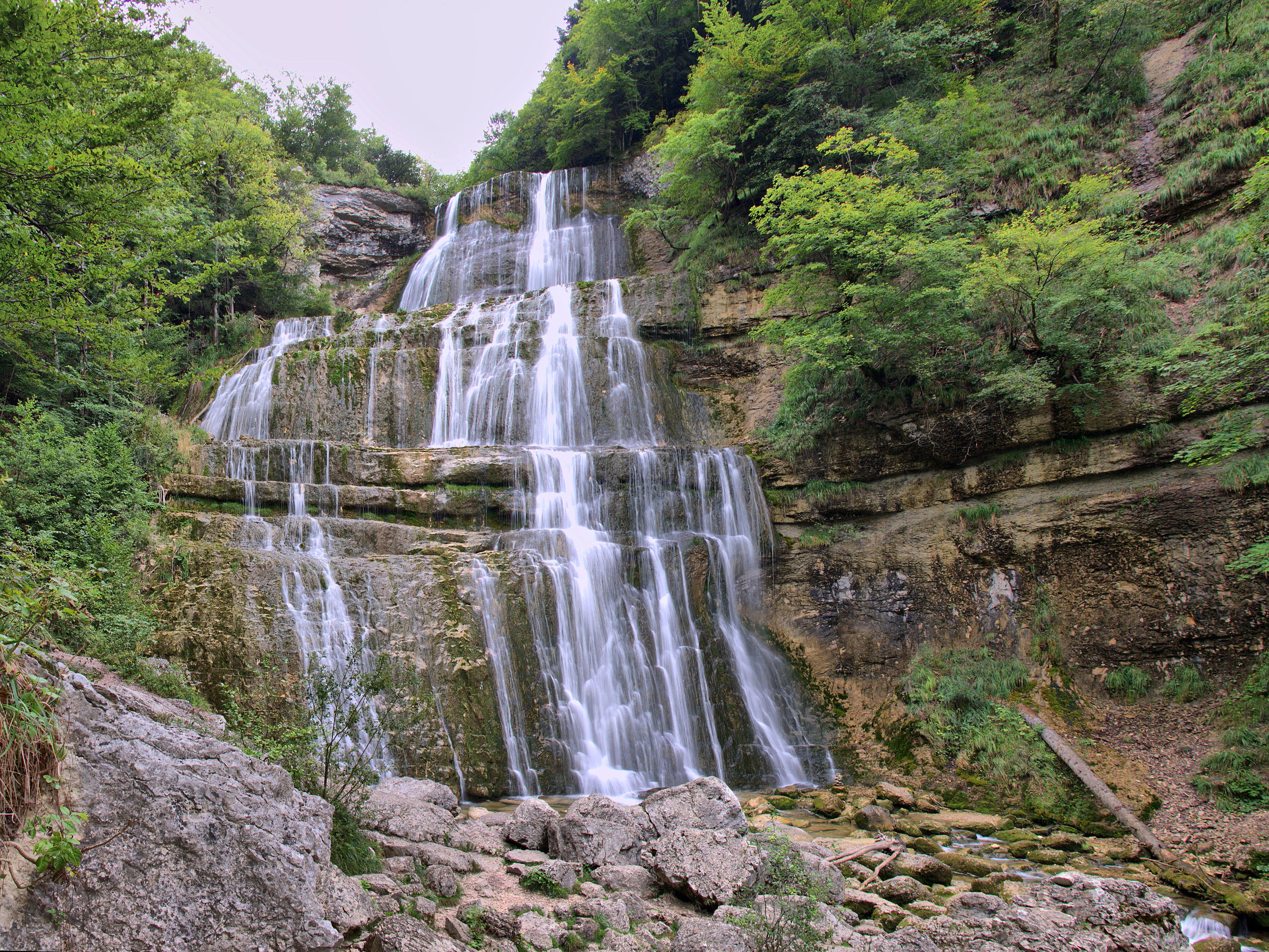
Vue générale. Septembre 2012.

Cette cascade dispose de plusieurs points de vue : à son pied par le sentier, à son sommet, par un belvédère sur le site et par un belvédère indiqué sur la route des cascades.

### Affluent
Le Hérisson n'a pas d'affluent référencé dans la base SANDRE mais il reçoit les eaux de l'émissaire du lac d'Ilay.

### Communes traversées
Dans le seul département du Jura le Hérisson traverse sept communes : Bonlieu, La Chaux-du-Dombief, Le Frasnois, Menétrux-en-Joux, Doucier, Marigny et Châtillon.

### Bassin versant
Le Hérisson traverse deux zones hydrographiques :  V220 (L'Ain de l'Anguillon à l'Hérisson inclus) et V221 (L'Ain de l'Hérisson au Drouvenant)

## Tourisme
Deux moments sont propices pour visiter le lieu :
- après des (fortes) pluies lorsque les cascades débitent bien,
- en pleine rudesse hivernale où les cascades sont gelées.

En 2016, un accès handicapé a été aménagé à la cascade Le saut Girard , avec un belvédère et des aménagements sur le site. Il est également possible de descendre en voiture uniquement accès handicapé et petit hôtel sur site (dépose minute).

### La Maison des cascades
Une maison des cascades a été créée au fond de la vallée du Hérisson par le cnseil départemental du Jura pour présenter aux visiteurs les particularités géologiques et hydrographiques du site. On y accède au départ de Doucier en huit kilomètres par la RD 326 (sans issue et parking payant en été) ou en deux heures par le GR 559.

## Écologie
La rivière et sa vallée forment un Site Naturel Classé par décret du depuis le 29 avril 2002 sur un peu moins de 1 200 hectares pour son caractère Pittoresque.

## Galerie

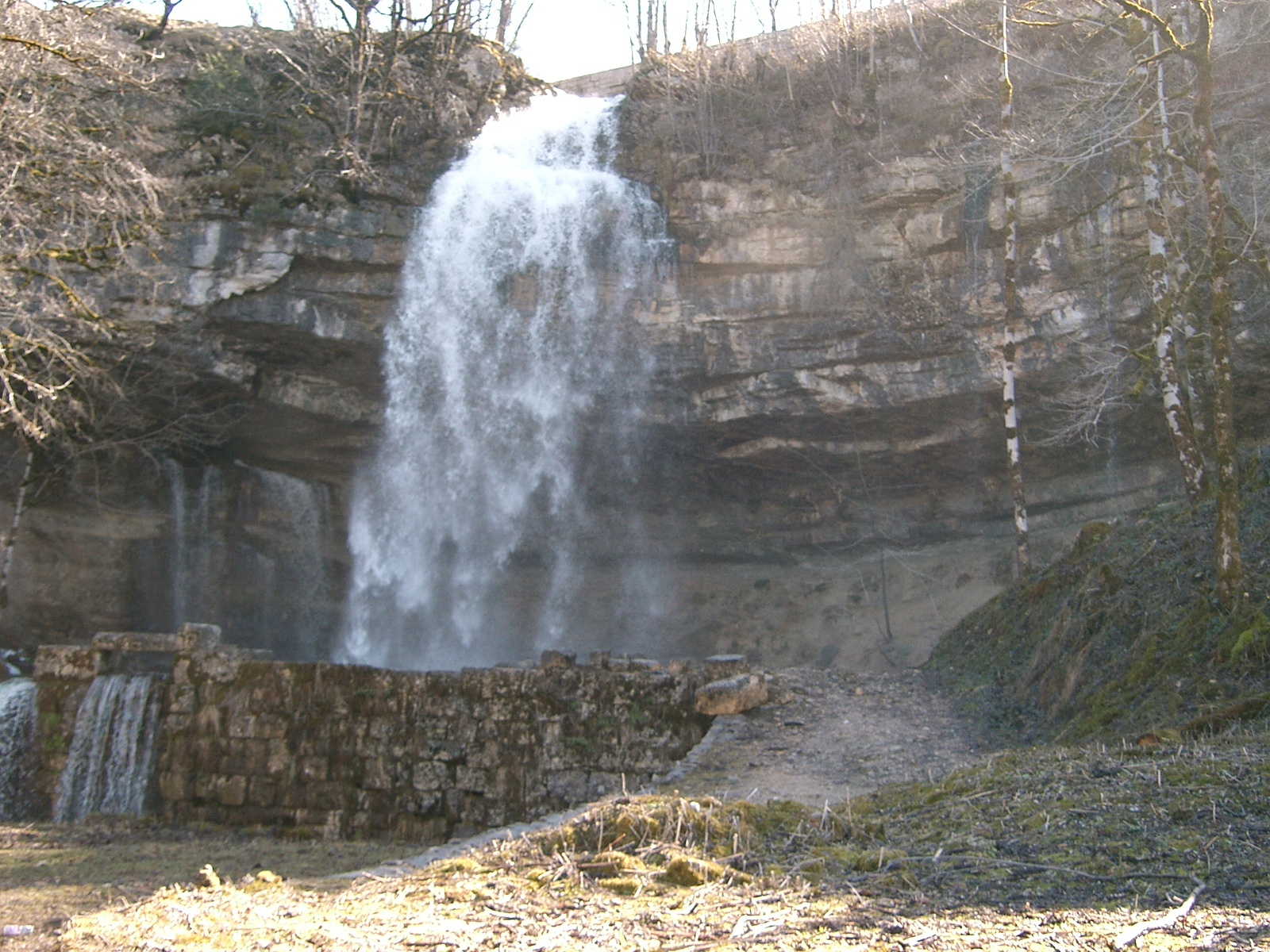
Le Saut Girard.
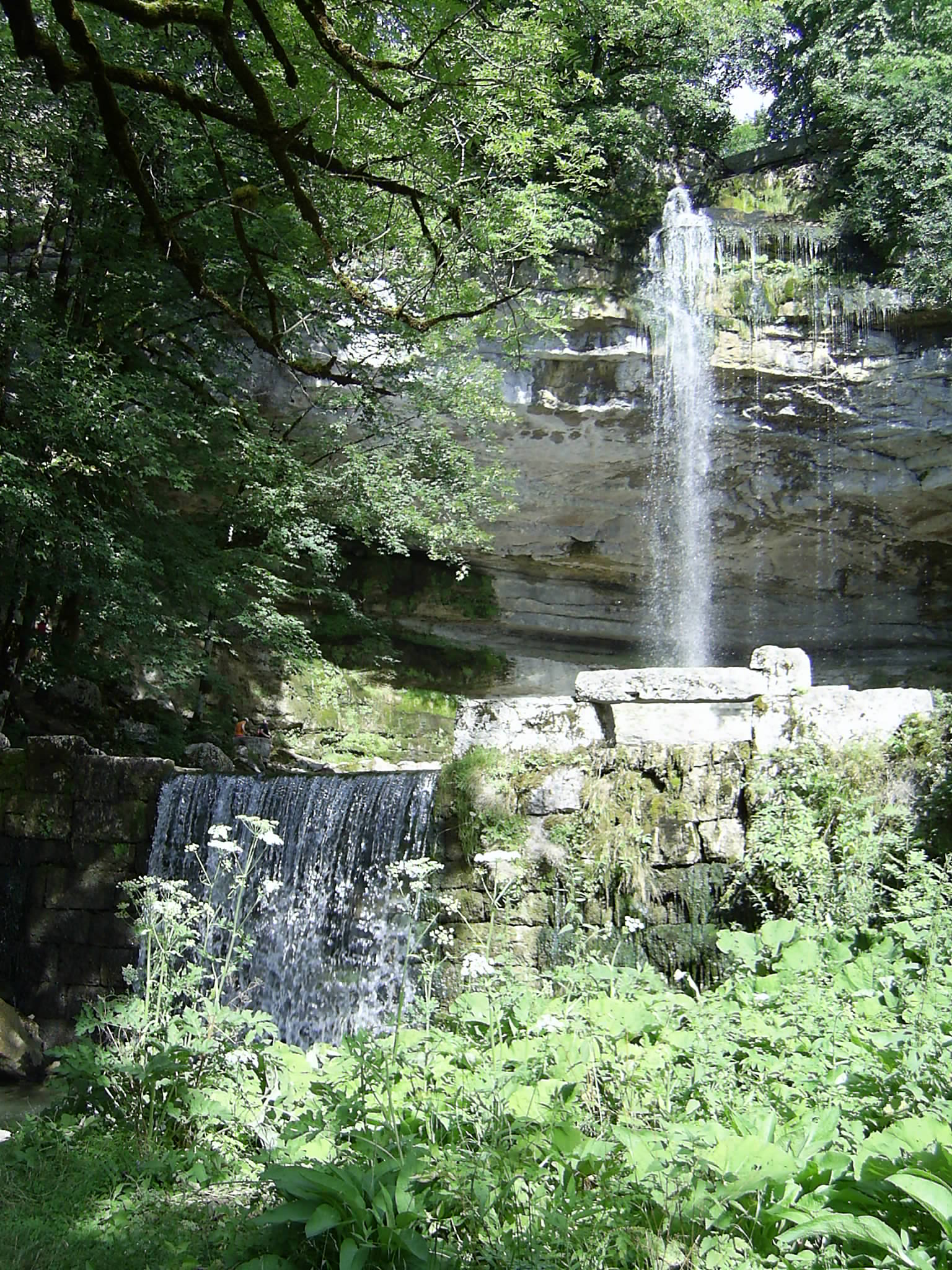
Le Saut Girard en été.
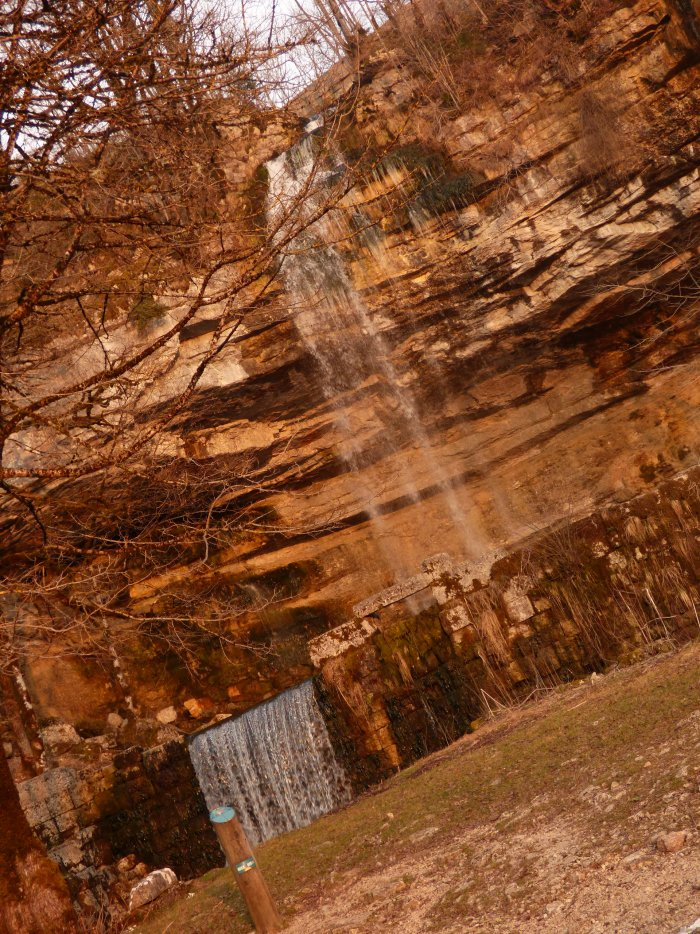
Le Saut Girard à sec en août 2016.
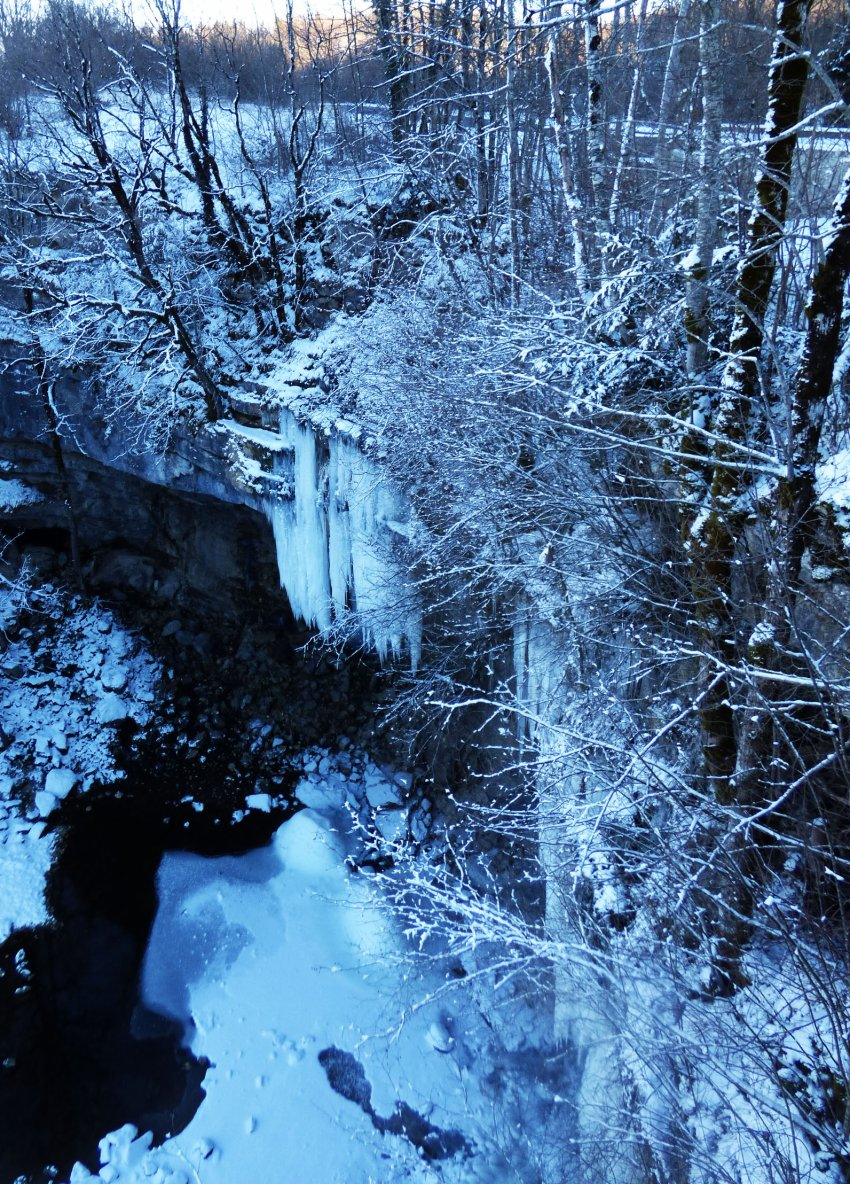
La Saut Girard gelé, le 7.01.17.
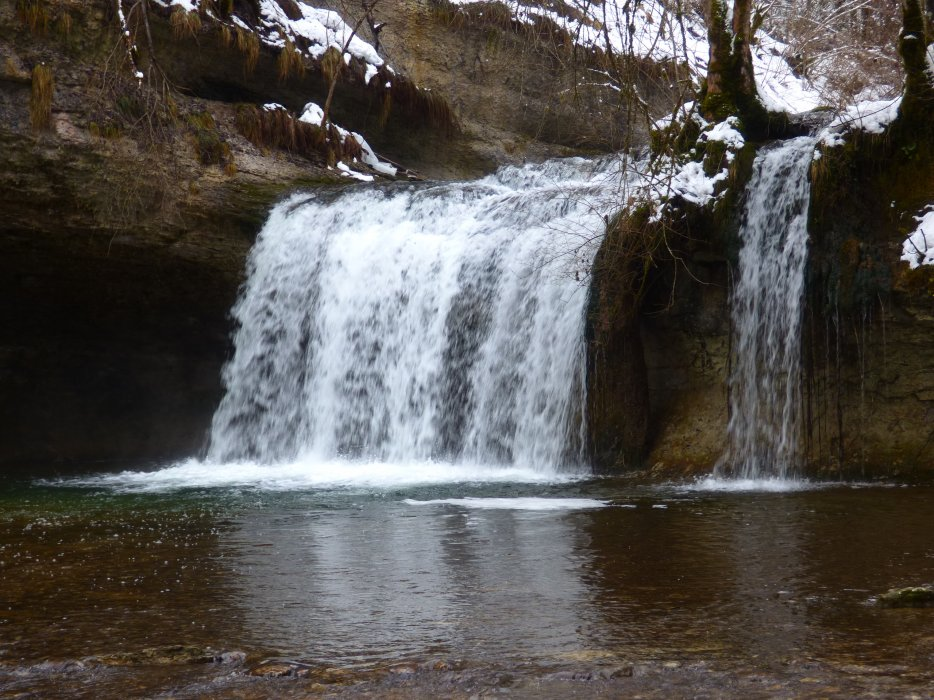
Le Gour Bleu, février 2015
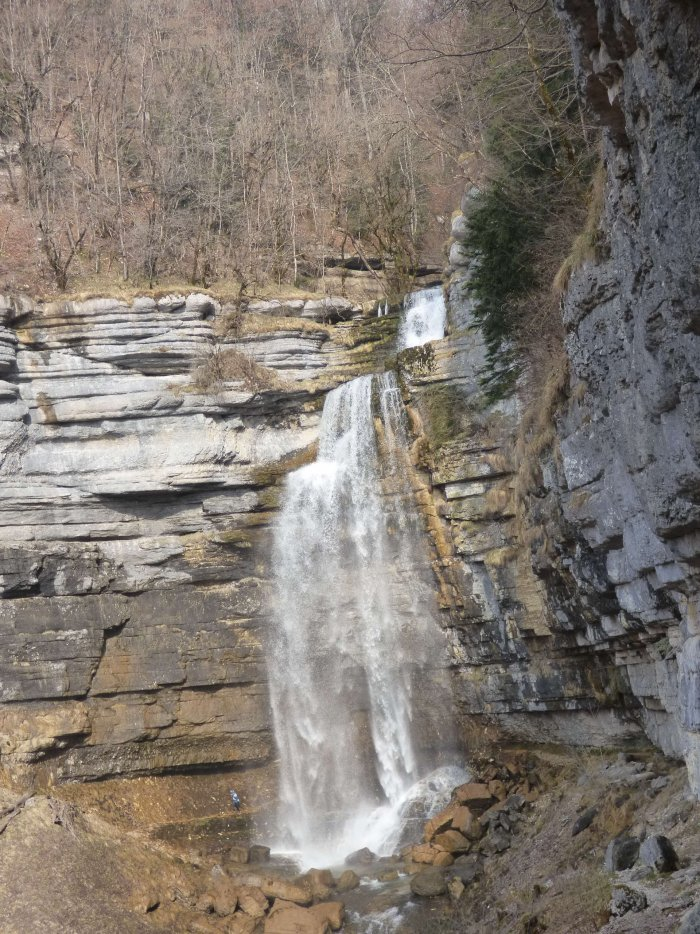
Le grand saut, mars 2015.